# Ghana op de Olympische Zomerspelen 2020
Ghana nam deel aan de Olympische Zomerspelen 2020 in Tokio, Japan.

## Medailleoverzicht
| Medaille | Naam         | Sport  | Onderdeel        | Datum      |
| -------- | ------------ | ------ | ---------------- | ---------- |
| Brons    | Samuel Takyi | Boksen | vedergewicht (m) | 3 augustus |

## Atleten
Hieronder volgt een overzicht van de atleten die zich plaatsten voor deelname aan de Olympische Zomerspelen 2020.
| sport         | mannen | vrouwen | totaal |
| ------------- | ------ | ------- | ------ |
| Atletiek      | 6      | 1       | 7      |
| Boksen        | 3      | 0       | 3      |
| Gewichtheffen | 1      | 0       | 1      |
| Judo          | 1      | 0       | 1      |
| Zwemmen       | 1      | 1       | 2      |
| totaal        | 12     | 2       | 14     |

## Sporten

### Atletiek
Mannen
Loopnummers
| atleet                                                              | onderdeel | series   | series | kwartfinale | kwartfinale | halve finale   | halve finale   | finale         | finale         |
| atleet                                                              | onderdeel | tijd     | rang   | tijd        | rang        | tijd           | rang           | tijd           | rang           |
| ------------------------------------------------------------------- | --------- | -------- | ------ | ----------- | ----------- | -------------- | -------------- | -------------- | -------------- |
| Benjamin Azamati-Kwaku                                              | 100 m     | bye      | bye    | 10,13       | 3           | niet geplaatst | niet geplaatst | niet geplaatst | niet geplaatst |
| Joseph Amoah                                                        | 200 m     | 20,35    | 3 Q    | n.v.t.      | n.v.t.      | 20,27          | 4              | niet geplaatst | niet geplaatst |
| Benjamin Azamati-Kwaku Joseph Amoah Sean Safo-Antwi Emmanuel Yeboah | 4x100 m   | 38,08 NR | 5 q    | n.v.t.      | n.v.t.      | n.v.t.         | n.v.t.         | DSQ            | DSQ            |

Vrouwen
Technische nummers
| atlete    | onderdeel          | kwalificaties       | kwalificaties       | finale         | finale         |
| atlete    | onderdeel          | afstand             | rang                | afstand        | rang           |
| --------- | ------------------ | ------------------- | ------------------- | -------------- | -------------- |
| Nadia Eke | hink-stap-springen | geen geldige poging | geen geldige poging | niet geplaatst | niet geplaatst |

### Boksen
Mannen
| atleet          | onderdeel    | eerste ronde         | tweede ronde         | kwartfinale          | halve finale         | finale               | finale         |
| atleet          | onderdeel    | tegenstander uitslag | tegenstander uitslag | tegenstander uitslag | tegenstander uitslag | tegenstander uitslag | rang           |
| --------------- | ------------ | -------------------- | -------------------- | -------------------- | -------------------- | -------------------- | -------------- |
| Sulemanu Tetteh | vlieggewicht | Marte W 3-2          | Veitía V 0-5         | niet geplaatst       | niet geplaatst       | niet geplaatst       | niet geplaatst |
| Samuel Takyi    | vedergewicht | bye                  | Caicedo W 5-0        | Ávila W 3-2          | Ragan V 1-4          | niet geplaatst       | Brons          |
| Shakul Samed    | zwaargewicht | bye                  | Malkan V RSC         | niet geplaatst       | niet geplaatst       | niet geplaatst       | niet geplaatst |

### Gewichtheffen
Mannen
| atlete          | onderdeel | trekken | trekken | stoten | stoten | totaal | rang |
| atlete          | onderdeel | score   | rang    | score  | rang   | totaal | rang |
| --------------- | --------- | ------- | ------- | ------ | ------ | ------ | ---- |
| Christian Amoah | -96 kg    | 145     | 14      | 170    | 13     | 315    | 12   |

### Judo
Mannen
| atleet       | onderdeel | eerste ronde         | tweede ronde         | derde ronde          | kwartfinale          | halve finale         | herkansing           | finale / BM          | finale / BM    |
| atleet       | onderdeel | tegenstander uitslag | tegenstander uitslag | tegenstander uitslag | tegenstander uitslag | tegenstander uitslag | tegenstander uitslag | tegenstander uitslag | rang           |
| ------------ | --------- | -------------------- | -------------------- | -------------------- | -------------------- | -------------------- | -------------------- | -------------------- | -------------- |
| Kwadjo Anani | −90 kg    | bye                  | Gwak D-h V 00–01     | niet geplaatst       | niet geplaatst       | niet geplaatst       | niet geplaatst       | niet geplaatst       | niet geplaatst |

### Zwemmen
Mannen
| atleet        | onderdeel         | series | series | halve finale   | halve finale   | finale         | finale         |
| atleet        | onderdeel         | tijd   | rang   | tijd           | rang           | tijd           | rang           |
| ------------- | ----------------- | ------ | ------ | -------------- | -------------- | -------------- | -------------- |
| Abeku Jackson | 100 m vlinderslag | 53,39  | 45     | niet geplaatst | niet geplaatst | niet geplaatst | niet geplaatst |

Vrouwen
| atlete       | onderdeel       | series | series | halve finale   | halve finale   | finale         | finale         |
| atlete       | onderdeel       | tijd   | rang   | tijd           | rang           | tijd           | rang           |
| ------------ | --------------- | ------ | ------ | -------------- | -------------- | -------------- | -------------- |
| Unilez Takyi | 50 m vrije slag | 27,85  | 57     | niet geplaatst | niet geplaatst | niet geplaatst | niet geplaatst |